# Nicolaus Vernulaeus
Nicolas de Vernulz, internationalement connu dans la République des lettres sous son nom latinisé de Nicolaus Vernulaeus, historiographe de Sa Majesté, est un humaniste, historien et auteur de théâtre luxembourgeois de langue latine, né à Robelmont, près de Virton (Duché de Luxembourg) en 1583 et décédé à Louvain aux environs de 1649. Il était le fils d'un gentilhomme, capitaine au service de Philippe II.
Il étudia aux universités de Trèves et de Cologne.
Il succéda à Jean-Baptiste Gramaye comme professeur d'éloquence latine à l'université de Louvain et en 1646 à Henri Dupuy comme professeur de latin au Collège des Trois Langues.
Il fut Recteur Magnifique de l'université de Louvain en 1632, 1644 et 1645.
Son œuvre latine est variée, il est surtout renommé pour ses tragédies latines qui étaient représentées au théâtre académique de Louvain. Il choisissait des sujets d'actualité et des personnages contemporains comme thèmes de ses tragédies, comme en 1637 Wallenstein duc de Friedland dans sa pièce Fritlandius. Jozef IJsewijn le considère comme le plus grand écrivain de théâtre de la scène académique de Louvain.
Son histoire de l'université de Louvain reste très utile pour connaître le fonctionnement et l'origine de cette université qui disparut en 1797.

## Œuvres principales
- Henricus octavus seu schisma Anglicanum (1624).
- Discertationum politicarum stylo oratorio explicatarum (decas prima) (1629).
- Oratio ad studiosam iuventutem (1635).
- Laudatio funebris imperatoris Ferdinandi II (1637).
- Virtutum augustissimae gentis Austriacae (1640).
- Discertationum politicarum stylo oratorio explicatarum (decas secunda) (1646).
- Observationum politicarum ex Corn. Taciti operibus syntagma (1651).
- Epitome historiarum ab orbe condito ad haec usque tempora per monarchias quatuor deducta (1654).
- Academia Lovaniensis. Ejus origo, incrementum, forma, magistratus, facultates, privilegia, scholae, collegia, viri illustres, res gestae (1657).
- De arte dicendi (1658).
- Rhetorum Collegii Porcensis Inclytae Academiae Lovaniensis Orationes (1671)